# 白石宗直
白石 宗直（しろいし むねなお）は、安土桃山時代から江戸時代前期にかけての武将。伊達氏の家臣。梁川宗清の長男。登米伊達家初代当主。

## 生涯
天正5年（1577年）、伊達氏の家臣・梁川宗清の子として誕生。
慶長4年（1599年）、岳父・白石宗実の養子となり胆沢郡水沢城主となる。慶長5年（1600年）、関ヶ原の戦いでは上杉景勝の領地となっていた白石城の攻略戦、慶長出羽合戦で最上義光の援軍として活躍した。
同年、主君・伊達政宗の命を受け、南部氏に反乱を起こした和賀忠親を支援する（岩崎一揆）。ところが、この一件により伊達家は徳川家康との禄高100万石加増の約束「百万石のお墨付き」が反故にされたため、慶長9年（1604年）、宗直は責任を取って登米郡寺池城へ転封となった。同地では、城下町の発展や河川の整備などに積極的に取り組み、領地を大いに発展させた。
大坂の陣では宇和島で政宗の長男・伊達秀宗を出迎え、道明寺の戦いなどで大いに功を挙げ、元和2年（1616年）には伊達姓の名乗りを許された。これにより宗直の系統は登米伊達家と呼ばれるようになった。
寛永6年（1629年）に、53歳で死去した。
大正7年（1918年）、正五位を追贈された。

## 系譜
- 父：梁川宗清
- 母：某（大條宗家の長女）
- 養父：白石宗実
- 正妻：白石宗実の娘・心月院
  - 女子：某（岩城政隆の室）
  - 長男：伊達宗貞（登米伊達氏2代目当主。のち隠居家督として白石氏を再興、白石氏を称す）
  - 次男：藤田宗景
  - 三男：梁川宗元（梁川伊達氏3代目当主）